# Игнатий из Лакони
Святой Игнатий из Лакони (итал. Ignazio da Laconi, сард. Ignatziu dae Làconi), в миру Винченцо Пейс (итал. Vincenzo Peis, 17 декабря 1701, Лакони, Сардиния — 11 мая 1781, Кальяри, Сардинское королевство) — итальянский монах-капуцин. По сообщениям, при жизни совершил 121 чудо.

## Жизнь
Винченцо Пейс родился 10 декабря 1701 года на острове Сардиния в семье бедных крестьян. В детстве часто называл местную церковь своим «домом» и считал Лаврентия Бриндизийского образцом для подражания. Работал на полях, чтобы прокормить родителей. В 17-летнем возрасте сильно заболел и поклялся, что если выздоровеет, вступит в Орден меньших братьев капуцинов. Он выздоровел, но отец попросил сына отложить исполнение обета поскольку благополучие семьи зависело от работы Винченцо в полях. В 1721 году снова оказался в опасности, когда лошадь под ним чуть не сбросила наездника из седла. Винченцо стал молиться Франциску Ассизскому и возобновил обет, данный им во время болезни. На этот раз его родители не возражали против решения сына и благословили его.
Пейс попросился в монастырь капуцинов в Кальяри, но настоятель колебался из-за его слабого здоровья. Его друг сумел убедить настоятеля дать Винченцо шанс, и 10 ноября 1722 года он был принят в орден, приняв имя Игнатий. Физическую немощь он компенсировал за счёт рвения, в совершенстве соблюдая устав ордена. В 1722—1737 годах работал в ткацкой мастерской при монастыре, а с 1737 года просил милостыню на благо ордена. Жители Кальяри хорошо относились к монаху и уважали его; он стал заметной фигурой в городе. Его скромность и немногословность воспринимались как безмолвная проповедь, а редкие слова были пропитаны исключительной добротой и любовью. Также он наставлял детей и невеж, утешал больных и призывать грешников обратиться к вере и покаяться.
Несмотря на слабое здоровье и многочисленные недуги, Игнатий из Лакони продолжал трудиться, как бы тяжко ему не было. Даже ослепнув в 1779 году, он продолжал помогать окружающим. Монах скончался 11 мая 1781 года в Кальяри, где и был похоронен.

## Почитание
Процесс канонизации начался после его смерти в 1844 году после многочисленных сообщениях о происходящих на его могиле чудесах. Папа Пий IX объявил Игнатия из Лакони досточтимым 26 мая 1869 года. Официальное подтверждение двух чудес позволило папе Пию XII беатифицировать монаха 16 июня 1940 года. Канонизация состоялась 21 октября 1951 года в соборе Святого Петра после утверждения ещё двух чудес, произошедших после беатификации. Нетленные мощи святого находятся в Кальяри.
Существует отчёт о 121 чуде, совершённом Игнатием из Лакони при жизни, и ещё 86 чудес — после смерти.
Покровитель нищих и студентов. 11 мая 2007 года объявлен покровителем провинции Ористано. 11 мая 2014 года в Сесту был открыт памятник святому.
День памяти — 11 мая.